# Mstětice (nádraží)
Mstětice jsou železniční stanice ve stejnojmenné části obce Zeleneč ležící ve středních Čechách, severovýchodně od Prahy. Nachází se na trati Praha – Lysá nad Labem. U stanice vznikne parkovací dům pro 340 automobilů, jehož výstavbu ze svého rozpočtu zajistí Středočeský kraj.